# Rónald Matarrita
Rónald Alberto Matarrita Ulate (* 9. Juli 1994 in Alajuela-San Ramón) ist ein costa-ricanischer Fußballspieler.

## Karriere

### Klub
In seiner Jugend spielte er für LD Alajuelense und wechselte von hier im Sommer 2013 von der U20 fest in die erste Mannschaft. Im Januar 2016 folgte sein Wechsel in die USA zum New York City FC. Dort erhielt er im folgenden März 2017 auch eine Green Card, womit er nicht mehr von der Ausländerregelung der MLS betroffen war. Seit Anfang 2021 spielt er für den FC Cincinnati.

### Nationalmannschaft
Sein erster bekannter Einsatz für die costa-ricanische Nationalmannschaft war eine 1:0-Freundschaftsspielniederlage gegen Brasilien am 5. September 2015. Nach weiteren Freundschaftsspieleinsätzen kam er schließlich bei der Qualifikation für die Weltmeisterschaft 2018 zum Einsatz. Im Folgejahr stand er auch im Kader der Mannschaft bei der Copa América Centenario 2016. Ansonsten folgte in der nächsten Zeit keine Nominierung für ein Turnier, worunter dann auch die Weltmeisterschaft 2018 fiel.
Die nächsten Turniere waren für ihn dann der Gold Cup 2019, die Nations League 2019–21 und der Gold Cup 2021. Zuletzt kam er vermehrt bei der Qualifikation für die Weltmeisterschaft 2022 zum Einsatz.